# Santa Marta de los Barros
Santa Marta de los Barros és un municipi de la província de Badajoz, a la comunitat autònoma d'Extremadura.